# Tarłów
Tarłów is een dorp in het Poolse woiwodschap Święty Krzyż, in het district Opatowski. De plaats maakt deel uit van de gemeente Tarłów en telt 790 inwoners.

## Externe link

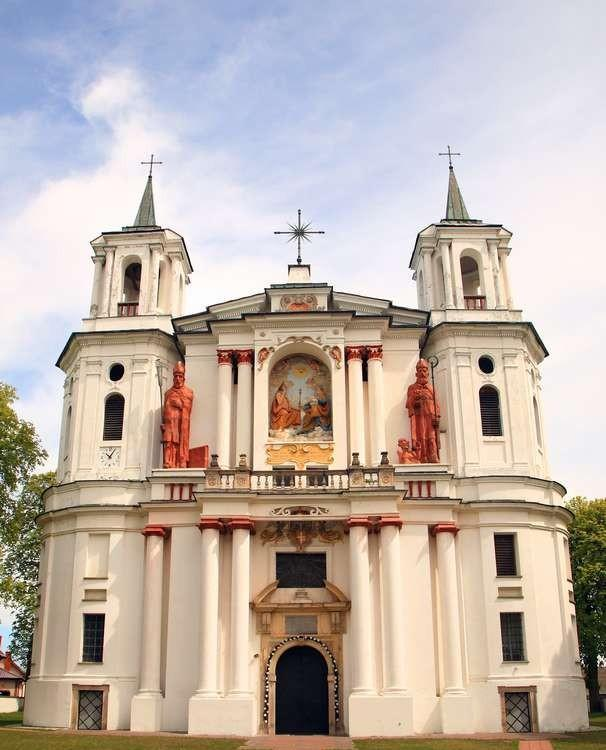
Tarłów, kerk